# Il rapporto scomparso
Il rapporto scomparso di Ed McBain (titolo originale Fat Ollie's book), pubblicato nel 2002, è uno degli ultimi romanzi della serie dell'87º Distretto.

## Trama
Del racconto è protagonista di primo piano "Fat Ollie" (Ollie il ciccione) già brevemente apparso in altri romanzi di McBain. Il detective Ollie è moralmente e fisicamente l'antitesi del personaggio di Steve Carella: Weeks è maleducato, sempre pronto ad abbuffarsi e poco amante dell'igiene, disprezza i neri, gli ebrei, gli ispanici e gli italiani, ma ama il suo lavoro che esegue con scrupolo, intelligenza e una certa dose di ironico cinismo così da risultare alla fine stranamente simpatico al lettore.
Questa volta il morto ammazzato che solitamente apre il racconto nei romanzi di McBain, non è nell'87º distretto ma nell'altrettanto turbolento 88°, dove campeggia arrogantemente il detective di primo grado Oliver (Ollie) Wendell Weeks, per la sua strabordante mole soprannominato da tutti, ma di nascosto, Fat Ollie.
Nessuno infatti si azzarda, temendo la sua reazione, a chiamarlo così anche se «Ollie sapeva di essere grasso. Sapeva anche che, alle sue spalle, la gente lo chiamava Fat Ollie. Riteneva fosse segno di rispetto il fatto che nessuno lo chiamasse mai così in faccia.»
Ollie del resto ingrassa perché ha sempre fame e assistere a un suo pranzo è uno spettacolo da non dimenticare:
Agli eccessi alimentari Ollie, che in genere odia il mondo intero, unisce un atteggiamento di rifiuto razziale di tutta la società e non si fa scrupolo a dichiararlo apertamente in faccia a chi egli pensi non appartenga alla condizione di wasp della quale è orgogliosamente convinto di far parte.
Ollie è però un coraggioso ed acuto detective che fra l'altro ha salvato, come egli non esita a ricordarglielo in ogni occasione, la vita di Steve Carella quando questi per recuperare il corpo di una vittima di omicidio è imprudentemente sceso nella gabbia dei leoni dello zoo pensando che essendo sazi non lo avrebbero aggredito. Invece un grosso leone gli si era scagliato contro e solo la buona mira di Ollie gli ha evitato di finire per pranzo ai felini. Per questo Carella, pur vedendo il grasso detective come il fumo negli occhi, sopportandolo collaborerà con lui in questo caso dove un importante politico, un consigliere comunale, è stato ucciso mentre si apprestava a pronunciare un comizio in un teatro.
In realtà però non è soltanto questo delitto che interessa a Ollie ma il fatto che egli è stato vittima di un furto. Coerentemente al suo strabordante corpo egli possiede infatti uno smisurato ego che lo ha convinto di poter scrivere, meglio di altri, un romanzo giallo. Il tocco di genialità è stato quello di averlo composto e intitolato come un rapporto di polizia al suo superiore redatto da una detective, catturata da misteriosi criminali in possesso di diamanti insanguinati del valore di due milioni di dollari. La poliziotta è riuscita a far uscire all'esterno dello scantinato in cui è prigioniera il rapporto e adesso aspetta che vengano a salvarla.
Questo originale ed unico manoscritto di ben 36 pagine (più che sufficienti secondo l'autore a far apprezzare il suo genio), meno l'ultimo capitolo che è ancora da rifinire, è ora nell'auto di servizio di Ollie che lo stava portando in copisteria quando è stato chiamato sul luogo del delitto del politico. Il detective ha lasciato l'auto aperta e un drogato ladruncolo, Emilio Herrera, ha così rubato la valigetta che conteneva il "romanzo", immaginando che un contenitore così elegante (dono della sorella di Ollie) contenesse qualcosa di buono per lui.
Alla delusione del ladrucolo alla scoperta che invece non si tratta che di carta segue però lo stupore di scoprire che egli ha in mano un vero rapporto di polizia, scritto in codice, che si riferisce a un ricco bottino di diamanti. Così il povero drogato comincia a seguire la traccia della fantasia di Ollie alla ricerca dell'immaginario tesoro e della bella detective prigioniera mentre il grasso poliziotto infuriato spende tutte le sue energie per averlo nelle mani.
Alla fine le due indagini, quella ufficiale, dell'omicidio del politico e quella ufficiosa, del rapporto rubato, giungeranno alla loro soluzione ma Ollie non riuscirà a far pubblicare il suo libro.

## Edizioni
- Ed McBain, Il rapporto scomparso, traduzione di Nicoletta Lamberti, Arnoldo Mondadori Editore, 2004,  p. 251, ISBN 88-04-54621-2.